# 나체

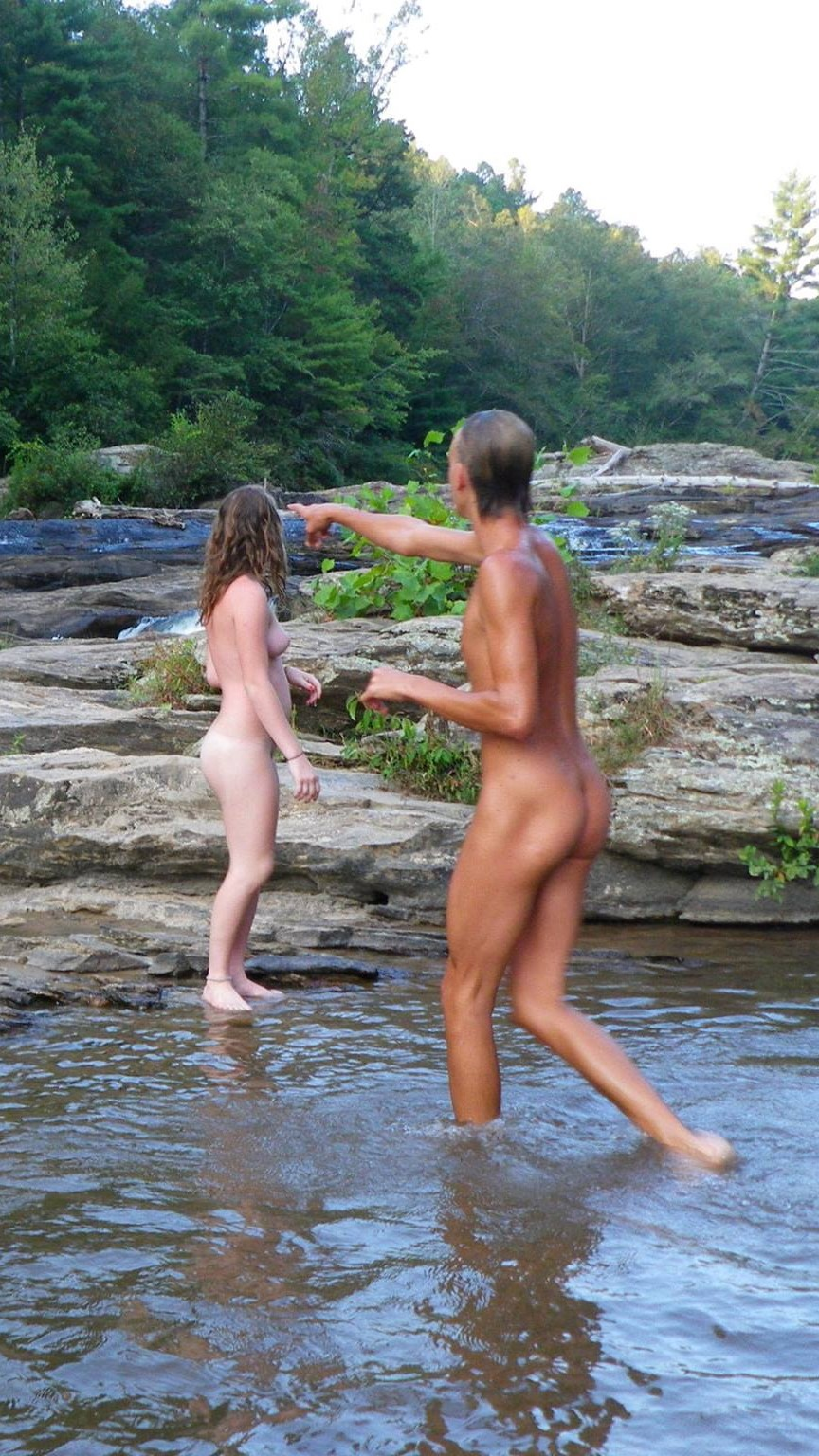
강 속의 나체주의자들

나체(裸體, 문화어: 라체, 영어: nudity, nakedness), 누드, 알몸, 맨몸은 인간이 아무런 옷을 입지 않은 상태로, 구체적으로는 특히 생식기를 가리지 않은 상태를 말하며, 다소 드물게 나신(裸身)이라고도 한다.  옷을 착용한 상태에서도 인간의 신체가 거의 다 보이는 것은 반라(半裸)라 하고 온몸이 보이는 것을 전라(全裸)라 한다. 전세계적으로 나체에 대한 사회적 규범은 완전히 혼자 있을 때를 제외하고 금지하는 것에서부터 일부 활동을 위해 자연스러운 인간 상태로서의 공적인 나체를 허용하는 데 이르기까지 다양하다.
체모의 감소는 사람족 조상으로부터 이어온 초기 현생 인류의 생물학적 진화에서 두드러지는 신체적 특질 중 하나였다. 털이 없어진 것에 대한 인간의 적응은 뇌 용량의 증가, 이족보행, 피부색의 변화에 기여하였다. 추정치는 서로 다르지만, 현대 인류는 적어도 9만여 년 동안 해부학적으로 옷을 입지 않았다. 의류의 발명은 해부학적인 것뿐만 아니라 행동학적으로 현대화된 전환의 일부였다. 사회가 수렵채집에서 농경으로 발전함에 따라 개인과 집단이 지위와 계급, 개인 정체성에 따라 차별화되면서 옷과 다른 신체 장식이 문화적 진화의 일부가 되었다. 
그러나 근대에 이르기까지 많은 역사를 통틀어 사람들은 노동과 운동같은 힘이 드는 활동을 할 때나 목욕, 수영 등을 할 때 등, 필요나 편의에 따라 공공 장소에서 옷을 벗었다. 집단에서 발생하는 이러한 실용 위주의 나체가 항상 성별에 따라 분리되는 것은 아니었다. 나체는 상이한 사회적 상황에서 옷을 벗는 다양한 상태가 주는 의미로 인해 문화적으로 복잡한 양상을 띤다. 특정 사회에서 이러한 의미는 특정 신체 부위가 노출되는 것과 관련되지 않고 적절하게 옷을 입는 것에 관련하여 정의된다. 나체와 의복은 정체성과 프라이버시, 사회적 지위, 도덕적 행동과 같은 많은 문화적 범주와 연결되어 있다.
일반적으로 나체에 대한 사회적 규범은 남성하고 여성이 서로 구분된다. 유럽에서는 17세기가 되어서야 여성의 유방이 공공 장소에서 가려야만 하는 신체 부위가 되었다. 어린이의 나체가 순수함을 표현하는 것이 전혀 아니라는 가치 판단은 오직 현 시대에 한정되어 있다. 개인은 과도한 노출에 대한 규범을 의도적으로 위반할 수 있다. 권력이 없는 사람이 항의의 한 형태로 나체를 이용할 수 있으며, 권력이 있는 사람이 처벌의 한 형태로 다른 사람을 나체 상태로 만들 수도 있다.

## 기타
영어로는 nudity 혹은 nakedness라고 표현하나, nudity가 예술적인 것을 포함하는 단어라면 nakedness는 보통의 나체를 가리키는 단어로 쓰인다.

## 같이 보기
- 나체 미술
- 나체주의
- 누드 비치
- 누드 사진
- 독일의 나체주의 문화
- 인체 소묘